# Erik Pohlmeier

Wappen von Erik Thomas Pohlmeier

Erik Thomas Pohlmeier (* 20. Juli 1971 in Colorado Springs, Colorado) ist ein US-amerikanischer Geistlicher und römisch-katholischer Bischof von Saint Augustine.

## Leben
Erik Pohlmeier studierte zunächst Maschinenbau an der University of Arkansas und trat nach seinem Abschluss 1992 in das Saint Meinrad Seminary and School of Theology in Indiana ein, wo er Philosophie studierte. Für das Studium der Theologie ging er nach Rom. Als Seminarist des Päpstlichen Nordamerika-Kollegs erwarb er 1997 an der Päpstlichen Universität Gregoriana den Bachelor in Theologie und im folgenden Jahr an der Päpstlichen Universität Heiliger Thomas von Aquin ein Masterdiplom in Pastoraltheologie. Der Generalsekretär der Bischofssynode, Jan Kardinal Schotte, spendete ihm am 2. Oktober 1997 im Petersdom die Diakonenweihe. Am 25. Juli 1998 empfing er von Bischof Andrew Joseph McDonald in der Klosterkirche von Subiaco das Sakrament der Priesterweihe für das Bistum Little Rock.
Seit 2003 arbeitete er als theologischer Berater für die katholische Zeitung von Arkansas. Von 2007 bis 2016 gehörte Pohlmeier dem nationalen Vorstand der Couple to Couple League an, einer gemeinnützigen Organisation, die Schulungen zum Thema Natürliche Methoden der Empfängnisregelung und Familienplanung anbietet.
Bis 2016 war er zudem in verschiedenen Gemeinden in der Pfarrseelsorge tätig. Ab 2015 war er Ausbildungsleiter für die Ständigen Diakone des Bistums, außerdem ab 2016 Leiter des katechetischen Amtes und ab 2019 zusätzlich Verantwortlicher für die Weiterbildung des Klerus. Neben diesen Aufgaben war er ab 2020 Pfarrer in Little Rock. Darüber hinaus gehörte er dem Priesterrat und der Personalkommission für den Klerus an.
Papst Franziskus ernannte ihn am 24. Mai 2022 zum Bischof von Saint Augustine. Der Erzbischof von Miami, Thomas Wenski, spendete ihm am 22. Juli desselben Jahres die Bischofsweihe. Mitkonsekratoren waren der Bischof von Little Rock, Anthony Basil Taylor, und sein Amtsvorgänger Felipe de Jesús Estévez.
Pohlmeier engagiert sich für zahlreiche Sozialprojekte im Heiligen Land. 2024 wurde er von Kardinal-Großmeister Fernando Filoni zum Grossoffizier des Ritterordens vom Heiligen Grab zu Jerusalem ernannt und am 28. April 2024 in Biloxi durch Erzbischof Gregory Aymond, Großprior der Statthalterei USA Southeastern, in den Päpstlichen Laienorden investiert.